# Oecobius agaetensis
Espèce
Oecobius agaetensis est une espèce d'araignées aranéomorphes de la famille des Oecobiidae.

## Distribution
Cette espèce est endémique de la Grande Canarie aux îles Canaries en Espagne,.

## Description
Les mâles mesurent de 1,65 à 1,85 mm.

## Étymologie
Son nom d'espèce, composé de agaet[e] et du suffixe latin -ensis, « qui vit dans, qui habite », lui a été donné en référence au lieu de sa découverte, Agaete.

## Publication originale
- Wunderlich, 1992 : Die Spinnen-Fauna der Makaronesischen Inseln: Taxonomie, Ökologie, Biogeographie und Evolution. Beiträge zur Araneologie, vol. 1, p. 1-619.